# Emilie Dolleris Billing
Emilie Dolleris Billing (født 26. august 2002 i Kolding, Danmark) er en dansk fodboldspiller, der spiller som forsvarsspiller for tyske FSV Hessen Wetzlar (de) i Regionalliga Syd i Bundesligaen.

## Karriere

### Varde IF
Efter flere år i KoldingQ, skiftede hun i sommeren 2016, som 14 årig, til 3F-ligaklubben Varde IF. I klubben, startede hun med at spille U16, men blev hurtigt rykket op til flere U18DM kampe i hendes første sæson. Andet år, som 15 årig i Varde IF spillede hun både for klubbens 3F-ligahold og U18 DM-hold.

### Fortuna Hjørring
Hun skiftede i juli 2018, til topklubben Fortuna Hjørring i 3F Ligaen. Hun har i tre sæsoner spillet for klubbens U18 DM-Hold og klubbens 2. hold i 1. division, og på kvindeliga holdet i hendes sidste sæson 2020/2021. Hun var med til at sikre klubben U18 DM-guld i sæson 2018/2019 og vinde U18 pokalfinalen 2019/2020.

### AaB
I juli 2021 skiftede hun til nylig oprykkede Aab i Kvindeligaen. Her spillede hun som back og wingback. Den 1. Oktober 2021 brækkede hun foden i en Kvindeliga kamp imod Kolding IF og måtte kæmpe sig tilbage, med genoptræning i næsten 12 måneder, før hun igen kunne spille Kvindeliga kampe, nu for FC Thy ThistedQ.

### FC Thy ThistedQ
I juli 2022 skiftede hun til FC Thy-Thisted Q i Kvindeligaen. Her spillede hun som back. I oktober 2024 havde hun sin kamp nr. 50 for første holdet.[kilde mangler] I juli 2025 skiftede hun til den tyske Bundesliga. 

### FSV Hessen Wetzlar
I juli 2025 skiftede hun til FSV Hessen Wetzlar i Regionalliga syd i Bundesligaen. Her spiller hun som centerback.[kilde mangler]

## Præstationer
- 2018/2019 Dansk U18DM Mesterskabet (1.plads - guld)
- 2019/2020 Dansk U18 Pokalmesterskabet (1.plads - guld)
- 2020/2021 Gjensidige Kvindeligamesterskabet (3.plads - bronze)